# David Gray (sanger)
 For alternative betydninger, se David Gray. (Se også artikler, som begynder med David Gray)
David Gray (født 1968) er en britisk singer/songwriter, der stammer fra Manchester. I sine ungdomsår var han med i flere punk-bands og skrev kontrakt med Hut Records efter at være flyttet til London. Her udkom han med singlen "Birds Without Wings" i 1992. Året efter kom debutalbummet A Century Ends.
Siden debuten er det blevet til ti albums og fire opsamlingsudgivelser.
David Gray brød for alvor igennem i 1998 med sit fjerde album White Ladder, der indeholder et af hans største hits, "This Year's Love".

## Udgivelser
- A Century Ends (januar 1993).
- Flesh (januar 1994).
- Sell, Sell, Sell (april 1996).
- White Ladder (november 1998).
- Lost Songs 95-98 (april 2001).
- The EP's 92-94 (juli 2001).
- A New Day at Midnight (november 2002).
- Life In Slow Motion (september 2005).
- Shine: The Best of The Early Years (marts 2007).
- A Thousand Miles Behind (august 2007).
- Greatest Hits (november 2007).
- Draw The Line (september 2009).
- Foundling (august 2010).
- Mutineers (juni 2014).